# Gareth Jones (giornalista)
Gareth Richard Vaughan Jones (Barry, 13 agosto 1905 – Manciukuò, 12 agosto 1935) è stato un giornalista gallese che pubblicò per la prima volta nel mondo occidentale, senza equivoci e sotto il proprio nome, l'esistenza della carestia sovietica del 1932-1933, compreso l'Holodomor ucraino. Precedenti rapporti di Malcolm Muggeridge, scritti come corrispondente anonimo, erano apparsi nel Guardian Manchester.

## Vita

### Istruzione e primi lavori
Nato nel Glamorgan, Jones ha frequentato la Barry County School, dove suo padre, il maggiore Edgar Jones, era preside fino al 1933 circa. Sua madre, Annie Gwen Jones, aveva lavorato in Russia come tutor per i figli di Arthur Hughes, figlio dell'industriale gallese John Hughes, che fondò la città di Hughesovka, oggi Donetsk, in Ucraina. Jones si è laureato presso lo University College of Wales di Aberystwyth nel 1926, con un grado d'onore di prima classe in francese. Ha anche studiato all'Università di Strasburgo e al Trinity College di Cambridge, dove si è laureato nel 1929 con un altro primo in francese, tedesco e russo.
Dopo la sua morte, uno dei suoi tutor, Hugh Fraser Stewart, scrisse su The Times che Jones era stato un "linguista straordinario". A Cambridge era attivo nella League of Nations dell'Università di Cambridge League, prestando servizio come assistente segretario. Dopo la laurea, Jones insegnò brevemente lingue a Cambridge, poi divenne segretario privato di David Lloyd George, primo ministro britannico dal 1916 al 1922. Quell'estate Jones fece il suo primo breve "pellegrinaggio" a Donetsk (poi ribattezzata Stalino).

### Germania
Più tardi, negli anni trenta, Jones divenne un reporter della Western Mail a Cardiff. Alla fine di gennaio e all'inizio di febbraio 1933 era in Germania a documentare l'ascesa al potere del Partito Nazista, e si trovava a Lipsia il giorno in cui Adolf Hitler fu nominato cancelliere. Pochi giorni dopo, il 23 febbraio, sul Richthofen, "il più veloce e potente aereo trimotore della Germania", Jones divenne uno dei primi giornalisti stranieri a volare con Hitler mentre accompagnava il Führer e Joseph Goebbels a Francoforte, dove scrisse per la Western Mail sulla tumultuosa acclamazione del nuovo cancelliere in quella città. Nell'articolo notò che se il Richthofen si fosse schiantato, la storia dell'Europa sarebbe cambiata.

### Unione Sovietica
Il mese seguente, marzo 1933, Jones si recò in Unione Sovietica e il 7 marzo sfuggì alle autorità per entrare in Ucraina, dove tenne i diari della fame artificiale a cui aveva assistito. Il 29 marzo, al suo ritorno a Berlino, pubblicò un comunicato stampa che venne pubblicato da molti giornali, tra cui The Manchester Guardian e New York Evening Post: "Ho attraversato villaggi e dodici fattorie collettive. Ovunque c'era il grido: «Non c'è pane. Stiamo morendo»". Questo dossier fu accolto con scetticismo da gran parte dei media, poiché l'intelligencija del tempo era ancora solidale con il regime sovietico.
Il 31 marzo, il New York Times pubblicò un corsivo di Walter Duranty, sotto il titolo "Russi affamati, ma non stanno morendo di fame", che smentiva le tesi di Jones; Duranty definì il rapporto Jones "una grande storia spaventosa". Timothy D. Snyder scrive che "l'affermazione di Duranty secondo cui «non c'era vera fame» ma solo «una diffusa mortalità per malattie dovute alla malnutrizione» ha fatto eco agli usi sovietici e ha spinto l'eufemismo verso la mendacia. Questa era una distinzione orwelliana, e in effetti George Orwell stesso considerò la carestia ucraina del 1933 come un esempio centrale di una verità nera che gli artisti della lingua avevano coperto con colori vivaci."
Nell'articolo, le fonti del Cremlino hanno negato l'esistenza di una carestia; nel pezzo del direttore del New York Time si leggeva: "Gli osservatori russi e stranieri nel paese non vedono terreno per le previsioni del disastro". Il 13 maggio, il giornale pubblicò una replica di Jones, che confutava l'articolo di Duranty e continuava a sostenere il suo dossier. In una lettera personale del 23 marzo 1933 commissario straniero sovietico, Maxim Litvinov (che Jones aveva intervistato a Mosca) a Lloyd George, Jones fu informato che gli era proibito visitare di nuovo l'Unione Sovietica.

### Giappone e Cina

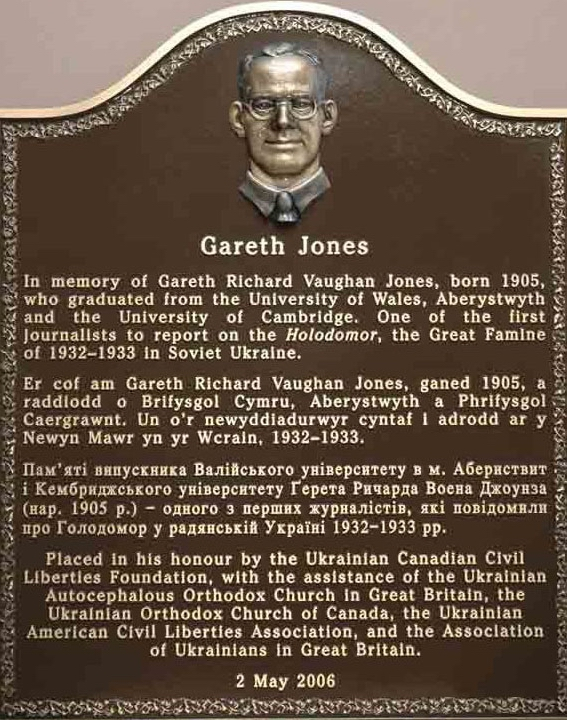
Placca di memoria all'Università del Galles eretta da organizzazioni ucraine per commemorare le sue gesta

In quel periodo, Jones rivolse la sua attenzione all'Estremo Oriente e alla fine del 1934 lasciò la Gran Bretagna per "un giro intorno al mondo volto a scoprire i fatti". Trascorse circa sei settimane in Giappone, intervistando importanti generali e politici, e infine arrivò a Pechino. Da qui viaggiò dalla Mongolia Interna al Manciukuò, recentemente occupato dai giapponesi, in compagnia di un giornalista tedesco, Herbert Müller. Arrestato dalle forze giapponesi, alla coppia fu detto che c'erano tre percorsi per tornare alla città cinese di Kalgan, di cui solo uno era sicuro.
Gli uomini furono successivamente catturati da dei banditi che chiesero un riscatto di 200 armi da fuoco Mauser e 100000 $ (secondo The Times, equivalenti a circa 8000 ₤). Il giornalista tedesco fu rilasciato dopo due giorni per organizzare il pagamento del riscatto. Il 1º agosto, il padre di Jones ha ricevuto un telegramma: "Trattato bene. Aspettatevi presto il rilascio". Quattro giorno dopo il Times riferì che i rapitori avevano spostato Jones in un'area 10 miglia a sud-est di Kuyuan e ora chiedevano 10 000 dollari cinesi (circa 800 ₤), e due giorni dopo che era stato rilasciato, questa volta a Jehol.
L'8 agosto è arrivata la notizia che il primo gruppo di rapitori lo aveva consegnato a un secondo gruppo e che il riscatto era stato portato di nuovo a 100 000 dollari cinesi. I governi cinese e giapponese fecero uno sforzo per contattare i rapitori.

### Morte
Il 17 agosto 1935, The Times riferì che le autorità cinesi avevano trovato il cadavere di Jones il giorno prima con tre ferite da arma da fuoco. Le autorità credevano che fosse stato ucciso il 12 agosto, un giorno prima del suo trentesimo compleanno. Alcuni sospettarono che il suo omicidio fosse stato progettato dal sovietico NKVD, come vendetta per la vergogna che aveva causato al regime sovietico; altri, come la sua biografa ufficiale Margaret Siriol Colley, evidenziarono la responsabilità del governo giapponese. Quando seppe la notizia, l'anziano statista Lloyd George affermò:
(David Lloyd George)

## Eredità
Nel 2015, è stato annunciato un film intitolato L'ombra di Stalin, basato sulle notizie sulla carestia di Jones. Nell'aprile 2016, è stato annunciato che la regista polacca candidata all'Oscar Agnieszka Holland avrebbe diretto il film. L'attore inglese James Norton interpreta il personaggio principale. Nel gennaio 2019 il film è stato selezionato per competere per l'Orso d'oro al 69º Festival Internazionale del Cinema di Berlino. A settembre 2019 il film ha vinto il Grand Prix Leone d'oro al 44° Gdynia Film Festival.
Nel novembre 2008 Jones e il suo collega giornalista di Holodomor, Malcolm Muggeridge, hanno ricevuto postumo l'Ordine al merito dell'Ucraina durante una cerimonia nella sala centrale di Westminster, dal Dr. Kharchenko, a nome del presidente ucraino, Viktor Yushchenko, per il suo eccezionale servizio al paese e alla sua gente.